# Nguyễn Văn Thái
Nguyễn Văn Thái (* 1982 in Van Phuong, Provinz Ninh Bình) ist ein vietnamesischer Tierschützer und Artenschützer. Er ist Begründer der Wildtierschutzorganisation Save Vietnam's Wildlife und einer Anti-Wilderei-Einheit. Im Mittelpunkt seiner Arbeit steht der Schutz in ihrem Bestand bedrohten Schuppentiere. 2021 wurde er mit dem Goldman Environmental Prize ausgezeichnet.

## Herkunft und Ausbildung

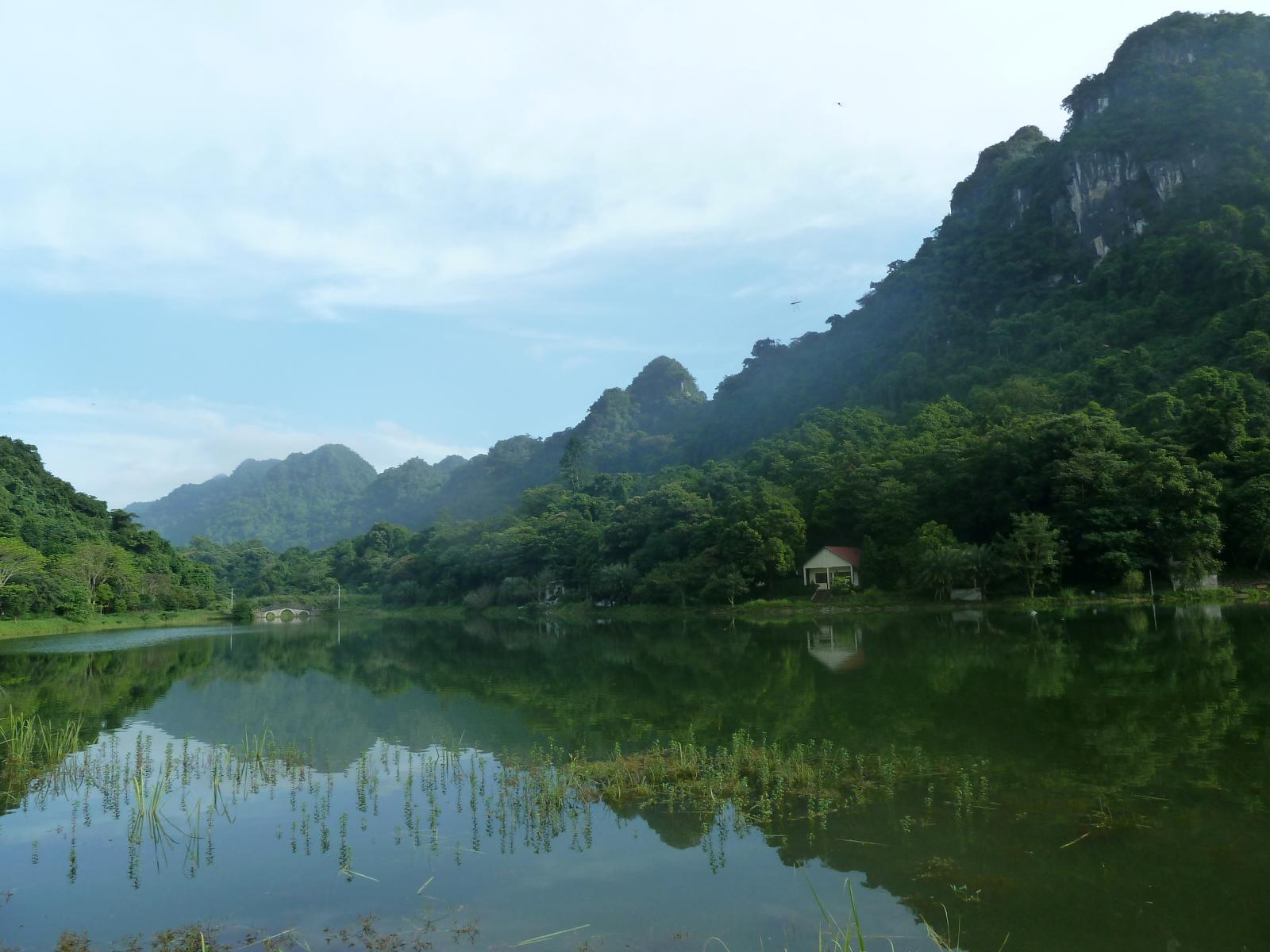
Cúc-Phương-Nationalpark

Nguyễn Văn Thái wurde 1982 in der Gemeinde Van Phuong, Bezirk Nho Quan, in der nordvietnamesischen Provinz Ninh Binh geboren. Er wuchs in der Nähe des Cúc-Phương-Nationalparks auf. Von 2001 bis 2005 studierte er Forstwirtschaft. 2010 absolvierte er einen sechsmonatigen Kurs über Wildtierschutzmanagement in Großbritannien. 2012 schloss er an der National University of Australia einen Master-Studium in Wildtierschutz ab.

## Schuppentierschutzprojekte

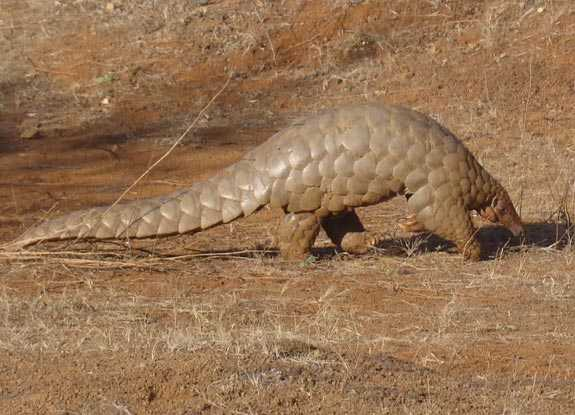
Vorderindisches Schuppentier

Thái Văn Nguyễn berichtete, dass er als Kind Zeuge war, wie eine Schuppentiermutter mit ihrem Baby in seinem Dorf gefangen und getötet wurde. Damals habe er beschlossen, den Schutz der Schuppentiere zu seiner Lebensaufgabe zu machen.
2014 gründete er die Organisation Save Vietnam's Wildlife, die bis 2020 1.540 Schuppentiere aus dem illegalen Wildtierhandel rettete. 2018 gründete er in Kooperation mit der vietnamesischen Regierung die erste Anti-Wilderei-Einheit Vietnams, die bis 2021 fast 10.000 Tierfallen zerstört, 775 illegale Lager abgebaut, etwa 560 Personen wegen Wilderei verhaftet und viele Waffen beschlagnahmt hat, was zu einem deutlichen Rückgang der illegalen Aktivitäten im Pu-Mat-Nationalpark in der mittelvietnamesischen Provinz Nghệ An führte.

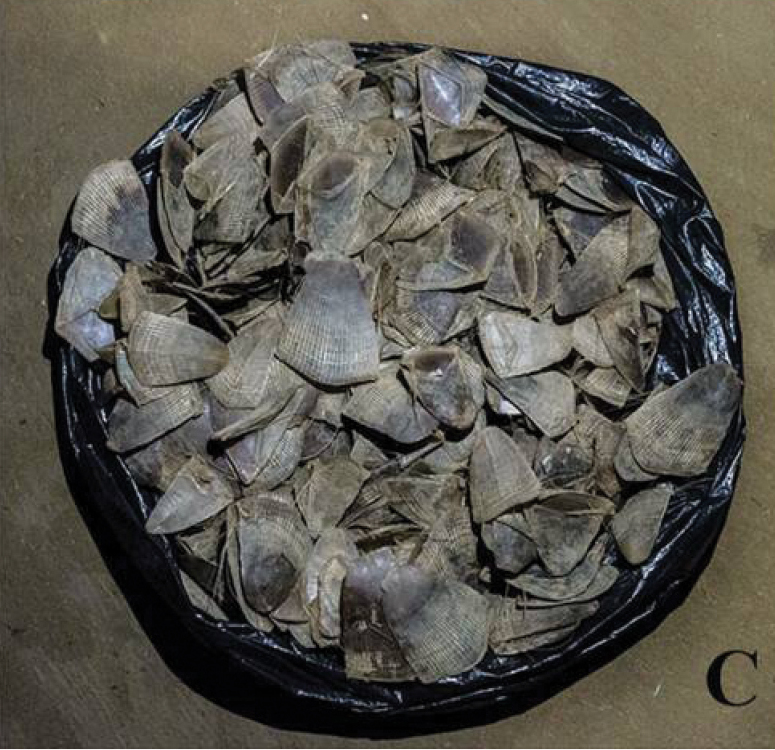
Schuppentier-Schuppen

Am Anfang stand eine intensive Informations- und Aufklärungskampagne: es wurden Haltungsanleitungen für gerettete Schuppentiere verfasst, Forschungsergebnisse öffentlich gemacht, internationale Workshops veranstaltet und Protokolle für die Wiederansiedlung und Nachverfolgung von Schuppentieren erstellt. Nguyen eröffnete das Carnivore and Pangolin Education Center, wo Studenten und der Öffentlichkeit Kurse zum Schutz von Wildtieren angeboten werden. Er unterrichtete auch Zollbeamte, Grenzschutzbeamte und Ranger über Wildtiergesetze und die richtige Pflege beschlagnahmter Schuppentiere.
Schuppentiere sind trotz eines internationalen Handelsverbots das am meisten gehandelte Säugetier der Welt. Aufgrund der großen Nachfrage nach ihrem Fleisch, ihren Schuppen und ihrem Blut sind Schuppentiere vom Aussterben bedroht; alle acht Schuppentierarten stehen auf der Roten Liste der IUCN. Das Schuppentier, das Gürteltieren ähnelt, ist das am häufigsten gewilderte und gehandelte Säugetier der Welt – und drei von vier asiatischen Schuppentierarten sind stark bedroht. Schuppentiere werden in der traditionellen chinesischen und vietnamesischen Medizin häufig verwendet, da man glaubt, dass ihre Schuppen alles von Asthma bis Krebs heilen können. Schuppentiere sind zwar gegen Raubtiere perfekt geschützt, aber wenn sie gestresst oder bedroht sind, rollen sie sich zu einem Ball zusammen und werden damit eine leichte Beute für Wilderer. Nach Angaben der gemeinnützigen Wildlife Justice Commission können Schuppentier-Schuppen in einigen asiatischen Ländern für bis zu 740 Dollar pro Kilogramm verkauft werden.
Die Erforschung von Schuppentieren ist schwierig, da sie sehr stressanfällig, wählerisch bei ihrer Nahrung sind und in Gefangenschaft selten länger als ein paar Tage überleben. Auch in freier Wildbahn sind sie nur schwer zu beobachten, und es gibt nur wenige Daten über ihr Fortpflanzungsverhalten und selbst über ihre Lebensspanne. Aufgrund dieser Lücken gibt es keine eindeutigen Schätzungen darüber, wie viele Schuppentiere es noch in freier Wildbahn gibt. Nach Angaben des Goldman-Preis-Komitees gibt es Schätzungen, dass in den letzten zehn Jahren weltweit mehr als eine Million Schuppentiere gewildert wurden und Vietnam hierbei ein Hotspot ist. Allein 2004 wurden in Vietnam 60 Tonnen lebende Schuppentiere beschlagnahmt.
Nguyen gründete zwei Tierkliniken zur Behandlung von Schuppentieren und das erste asiatische Rehabilitationszentrum, das sich auf die Rehabilitierung von Schuppentieren in Gefangenschaft spezialisierte. An den Kliniken wurde auch geforscht, sie erwarben eine große Expertise für die Versorgung von schweren und septischen Wunden, was die Überlebensrate drastisch ansteigen ließ.
2018 gründete Nguyen gemeinsam mit einer lokalen NGO und der Regierung die allererste Anti-Wilderei-Einheit Vietnams, in der Ranger in den Bereichen Wildtierschutz, Tieridentifizierung, GPS-Kenntnisse, grundlegende Kampfsportarten und Überlebenstechniken ausgebildet werden.
Nguyen befasste sich auch mit globalen Strategien und erreichte 2016 in Verhandlungen mit der Verwaltungsbehörde des Washingtoner Artenschutzübereinkommens (CITES), dass Schuppentiere in Anhang I hochgestuft wurden.

## Auszeichnungen
- 2016 Future For Nature-Preis (Niederlanden)[4]
- 2021 Goldman Environmental Prize als asiatischer Vertreter[2]
- 2022 Wayfinder Award der National Geographic Society[5]